# Lee Montgomery
Lee Montgomery, född 11 november 1961 i Winnipeg, är en kanadensisk skådespelare.

## Filmografi (i urval)
- 1985 – Girls Just Want To Have Fun
- 1972 – Ben